# Dodonaea filiformis
Dodonaea filiformis är en kinesträdsväxtart som beskrevs av Hort. Angl. och Heinrich Friedrich Link. Dodonaea filiformis ingår i släktet Dodonaea och familjen kinesträdsväxter. Inga underarter finns listade i Catalogue of Life.